# 鞆淵村
鞆淵村（ともぶちむら）は、和歌山県那賀郡にあった村。現在の紀の川市の南東端、貴志川の支流・真国川の流域にあたる。

## 地理
- 山岳：飯盛山、烏森
- 河川：真国川、神路谷川、本川、清川

## 歴史
- 1889年（明治22年）4月1日 - 町村制の施行により、那賀郡中番村・下番村・伊都郡上番村の区域をもって那賀郡鞆淵村が発足。
- 1956年（昭和31年）9月30日 - 粉河町に編入。同日鞆淵村廃止。